# Дівалі

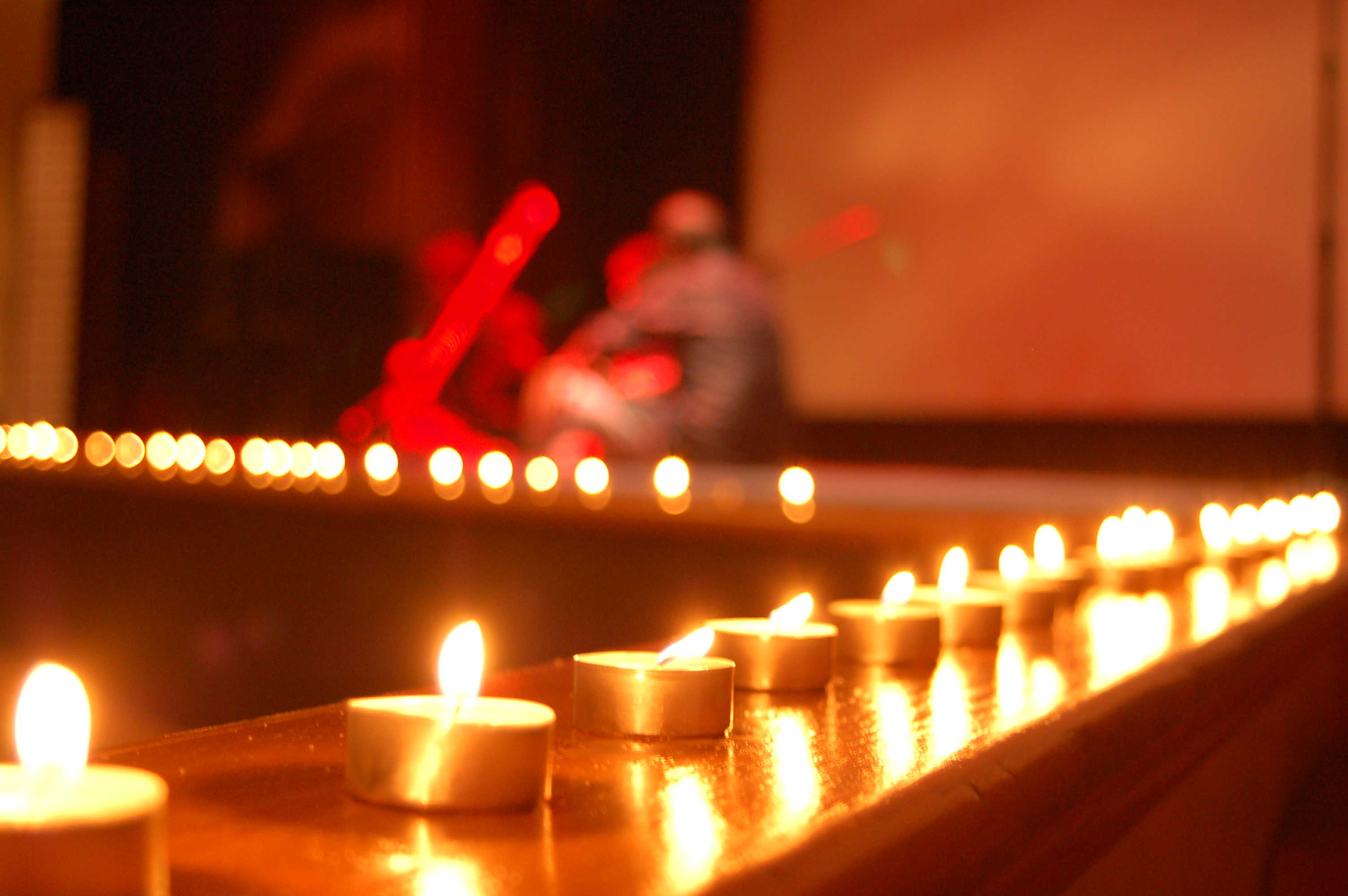
Свічкові прикраси на святі Дівалі

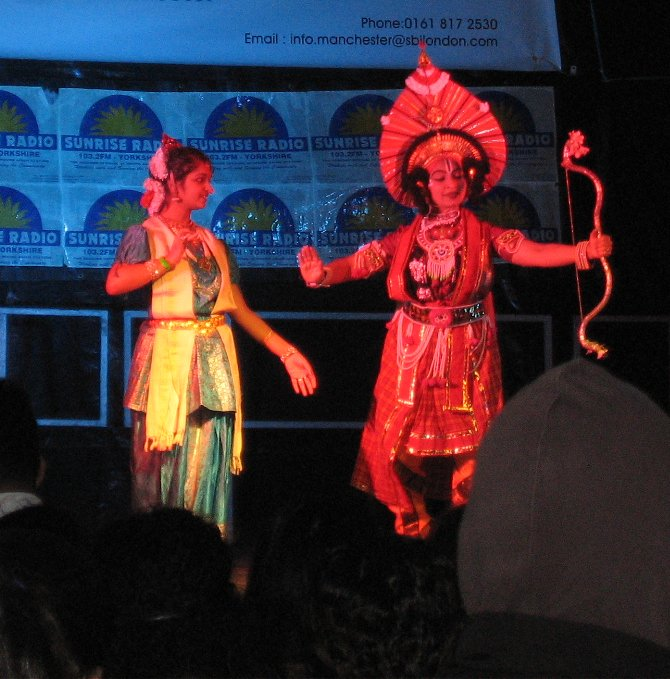
Сцена зустрічі Рами і Сіти під час вистави у дні святкування Дівалі, Манчестер, Велика Британія, 2006

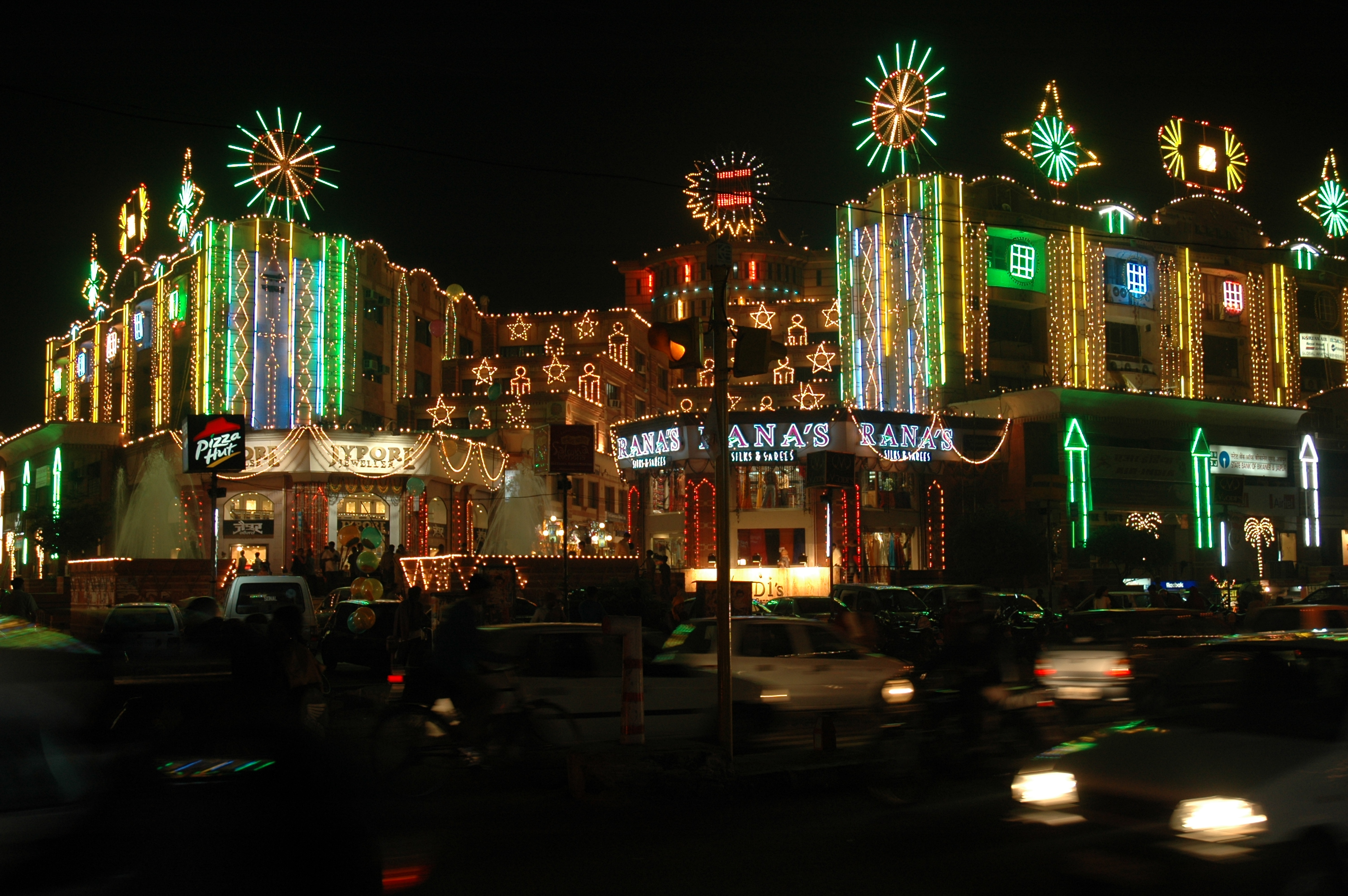
Святкове вуличне оздоблення під час Дівалі, Джайпур, Раджастхан, Індія, 2004

Діва́лі, також відоме під назвою Діпавалі (санскр. दीपावली (Dīpāvalī) «Вогняне ґроно»; гінді दीवाली (dīvālī) «Розташування ліхтарів», там. தீபாவளி (dīpāvaḻī) «Шлях вогнів») — головне індійське свято-фестиваль, свято вогнів, фестиваль вогнів, що символізує перемогу світла над темрявою; своєрідний індійський «Новий Рік».

## Значення, дати і поширення
Для індуїстів усього світу початок святкування Дівалі пов'язаний з коронацією царевича Рами, сьомого утілення Вішну, що повернувся на батьківщину після тривалої подорожі світами. У Південній Індії також вірять, що свято символізує перемогу Рами над царем ракшасів (демонів). Са́ме запалення вогнів (традиційні діпа) і осявання ними темної ночі знаменує для індуїстів повернення людства з темряви до світла завдяки легендарному царевичеві-герою Рамаяни. На святі Дівалі обов'язковим для всіх є пробудитися від глибокого сну незнання й поєднатися з Вищим світлом за допомогою медитації. Зазвичай, Дівалі є також часом сплати по рахунках — фінансових, моральних і кармічних (прощення, прийняття важливих рішень тощо).
Дівалі є найбільшим індуїстським святом, але також шанованим серед прибічників сикхізму та джайнізму.
Святкування Дівалі триває п'ять діб поспіль наприкінці індійського місяця Ашваюджа або ашвіна. Зазвичай це припадає на жовтень-листопад, і є найочікуванішим часом року в Індії, що за значенням перевищує навіть новорічні святкування. Дівалі, який також відомий як Deepawali є найвідомішим фестивалем року і в 2014 р. починається 20 жовтня. Дівалі є п'ять днів свято період, який починається в Dhanteras (13 тітхі ашвіна, аманта) і закінчується Bhaiya Dooj. Тим не менш, в Махараштрі Дівалі починається на день раніше на Govatsa Dwadashi, тобто 12 тітхі темної пол. ашвіна.
У Гуджараті Дівалі урочистості завершуються на день Лабх Панчамі (5 день картіка аманта) і цей день вважається дуже сприятливим. Вважається, що пуджа в день Labh Панчамі приносить користь, комфорт і удачу в житті, бізнесі та сім'ї шанувальника. Лабх Панчамі відомий як Saubhagya Панчамі і Labh Pancham в Гуджараті. В деяких регіонах він також відомий як Saubhagya-Labh Панчамі. Saubhagya і Labh означає удачу і вигоду відповідно. Тому цей день асоціюється з користю і удачею.
У Гуджараті більшість власників магазинів і бізнесменів перезапускають свою діяльність на Labh Pancham після Дівалі. Тому в штаті Гуджарат, Labh Pancham є перший робочий день гуджараті Нового року. В цей день підприємці починають нові облікові регістри, відомих як Хату в гуджараті, написавши Shubh зліва, Labh зправа і малювання Sathiya в центрі першої сторінки.
Богиня Лакшмі є найбільш значним божеством під час Дівалі Пуджа. В останній місячний день, який відомий як амавасйа, є найбільш значущим днем урочистостей і відомий як Лакшмі Пуджа, Лакшмі-Ганеш пуджа і Дівалі Пуджа. Наступного дня (1 тітхі картіка) вайшнави відмічають Говардхан пуджу, а у Гуджараті починається новий рік (+57 від григоріанського).
Дівалі Пуджа робиться не тільки в сім'ях, але і в офісах. Дівалі Пуджа є знаменним днем для більшості традиційних індуїстських бізнесменів. В цей день, чорнильниця, пір'я і нові бухгалтерські книги освячують. Чорнило і ручка, які називаються дават (दावात) і лекхані (लेखनी) відповідно, які освячують поклонінням Богині Маха Калі. Нові книги рахунків, які називаються бахі-кхате (बही-खाते), освячують поклонінням Богині Сарасваті.
Найбільш сприятливий час, щоб зробити Дівалі Пуджа після заходу сонця. Період часу після заходу сонця відома як прадош.
Дівалі є головним (також і державним) святом в Індії, а також для величезного числа індуїстів у сусідніх Непалі, Пакистані, а також ін. країнах, де проживають індійці (Бангладеш, Малайзія, Сингапур тощо) і/або є значні індійські емігрантські общини, особливо у Великій Британії та США.

## Святкування Дівалі
У дні святкування Дівалі прийнято додержуватися певних традицій, що мають духовне підґрунтя. Перш за все, необхідно навести лад у житлі—помешканні, і головне — впорядкувати власне тіло (житло-оселище душі). Очищення тіла здійснюється медитацією. Запалення в помешканні різнокольорових вогників знаменує світло розуму. Глиняні лампи, що запалюють по хатах, символізують п'ять елементів — повітря, вогонь, воду, землю і простір. Полум'я цих ламп являє собою душу, що в тісному зв'язку з Богом випромінює яскраве сяйво — сяйво просвітленості і розуму, свідомості і усвідомлення. А топлене масло («гі», що виготовлене з вершкового масла шляхом перетоплювання) є важливим компонентом, що допомагає отримати духовне знання.
Вулиці як великих міст, містечок, так і селищ та сіл під час Дівалі стають місцем народних гулянь. З настанням темряви усе довкілля осяюється тисячами вогнів — яскраве оздоблення й ілюмінація житлових і офіційних будівель (на терасах, дахах, стінах, вікнах і балконах), дерев, ліхтарів; спускання на воду глиняних човників з запаленими вогниками, численні феєрверки і бенгальські вогні. Індійці, які не можуть дозволити собі придбати феєрверки, виготовляють самотужки або купують петарди і хлопавки, найдешевшими (і найнебезпечнішими) з яких є дрібки пороху, загорнуті в пальмове листя, з ґнотом для підпалу. Саме через необережне поводження з неякісними петардами під час Дівалі подеколи стаються травми святкувальників. Зазвичай, канонада і феєрверки гуркочуть в період святкування Дівалі протягом всієї ночі.
Купання при місячному і зоряному світлі вдосвіта під час Дівалі вважається таким благодатним, як омовіння у водах священного Гангу, адже у такий спосіб душа й тіло очищаються, що символізує відкидання торішніх гріхів і сподівання на прийдешній Новий рік. На півдні Індії для очищення душі й тіла індуси щільно умащуються кокосовою олією.
Через двадцять днів після Дассера відзначають свято вогнів Діпавалі. Це найбільший індійське свято. Він буквально освітлює всю країну своїм блиском і засліплює своїми веселощами. Діпавалі це свято життя, насолоди і доброти.

## Історія Діпавалі
Діпавалі виник в Стародавній Індії, де він, можливо, був святом врожаю. Однак, існує кілька легенд, що стосуються походження.
Деякі вважають, що це святкування союзу Лакшмі і бога Вішну. У цей день також вшановують бога з головою слона — Ганеша, який є символом добробуту та мудрості. Діпавалі також відзначає повернення бога Рами, який переміг Равану, короля демонів. Він повернувся з Сітою і Лакшаном після чотирнадцяти років вигнання. На знак радості, викликаної поверненням короля, люди Айодхьї, столиці Рами, висвітлили королівство земними дійамі (олійними лампами) і запалили феєрверки.
Роль вогнів і феєрверків.
Всі ритуали, якими б простими не були, мають певний сенс і окрему історію. Освітлення будинків лампами, а неба — феєрверками є вираженням поваги небес, за те, що вони дарують здоров'я, багатство, знання, мир і процвітання . Згідно з повір'ям звук феєрверків є показником того, що люди щасливі на землі і живуть в достатку. Інша причина має наукове пояснення: дим від феєрверків вбиває комах і комарів, яких у цей час року величезна безліч.
Паломництво як традиція.
Традиція здійснення паломництва під час Діпавалі також має свою легенду, згідно з якою в цей день богиня Парваті грала в кістки зі своїм чоловіком богом Шивою і вирішила, що того, хто здійснить паломництво в ніч Дівалі, весь наступний рік буде супроводжувати процвітання .
В основі кожної легенди, міфу чи історії лежить перемога добра над злом, рух від темряви до світла. До світла, яке допомагає нам здійснювати добрі вчинки і наближає нас до божественного . Під час святкування кожен куточок Індії освітлений вогнями, в повітрі витає запах ароматичних паличок, змішаний з шумом феєрверків, веселощами, єднанням і надією.
У цей день люди віддають борги, компанії закривають старі рахунки і заводять нові бухгалтерські книги. Бізнесмени приносять свої книги в храми, де здійснюються молитви для досягнення процвітання протягом всього року.
Студенти поклоняються Сарасваті — богині знань, музики і мистецтв та просять її благословення. Головне релігійне призначення Діпавалі — це забувати і прощати, очищати розум від зла й замислюватися над подіями останніх років.
У процесі підготовки до Діпавалі в будинках прибирають, поріжки прикрашають Ранголі, різнокольоровими малюнками. Будинки прикрашають зсередини і зовні. Купують новий кухонний посуд. Навіть тварин миють, зачісують і прикрашають. Люди надягають свій найкращий або новий одяг. Члени сім'ї та друзі обмінюються подарунками.
У цей день готують особливі страви, найпоширенішими є різні ласощі, гарно оздоблені горіхами, прянощами і їстівним срібним папером.
У індійських храмах традиційно проводиться Махалакшмі Пуджа. Ця Ведична церемонія спрямована на
- пожвавлення природного аспекту Махалакшмі,
- встановлення і підтримання зв'язку з цими природними енергіями,
- очищення і розширення енергетичних каналів, які є провідниками достатку.